# Робітнича газета (газета ЦК КПУ)
рос. «Рабочая газета» — укр. «Робітнича газета» — українське друковане видання. Виходило у Києві в 1957—2019 роках.

Ранній логотип разети

В радянські часи виходила 6 раз на тиждень російською та українською мовами як орган ЦК КПУ. Наклад українського видання (1965) — 78 000, російського — 121000; загальний наклад обох видань (1970) — 300 000. До 31 грудня 1962 газета була органом Української Республіканської Ради Профспілок. Відтоді окремої профспілкової газети в УРСР не було і на її території поширювалася всесоюзна профспілкова газета «Труд».
За часів незалежності України, редакція газети вела свій родовід від 1917 року, коли її видавав Володимир Винниченко, її співзасновником був Кабінет Міністрів України.
У 2004 році, незважаючи на шалений політичний тиск уряду Януковича, підтримала Віктора Ющенка і доносила до читачів правду про Помаранчеву революцію.
2005 року редакція опинилася на межі банкрутства. Кабінет Міністрів України вийшов зі складу співзасновників, а тодішній редактор Іван Литвин продав видання Юрію Бойку. Відтоді газета стала джерелом проросійських наративів. Була де-факто друкованим органом забороненої Комуністичної партії України. В 2017 виходила тричі на тиждень (140 номерів на рік). Останній головний редактор — Анатолій Криволапов. У серпні 2019 року Окружний адміністративний суд м. Києва задовольнив звернення Мін'юсту та СБУ й ухвалив рішення про припинення випуску «Робітничої Газети» через порушення законодавства України.